# لودفيغ إدلستاين
لودفيغ إدلستاين (بالألمانية: Ludwig Edelstein؛ بالإنجليزية: Ludwig Edelstein) هو عالم لغوي كلاسيكي ومؤرخ ألماني وأمريكي، ولد في 23 أبريل 1902 في برلين في ألمانيا، وتوفي في 16 أغسطس 1965 في نيويورك في الولايات المتحدة.